# Мрамор
Вижте пояснителната страница за други значения на Мрамор.
Мраморът е метаморфна скала, изградена от калцит или доломит, т.е. калциево-магнезиев карбонат, който е рекристализирал под влияние на температура, налягане и водни разтвори. В търговската практика той включва всички декоративни скали, богати на калций, които се поддават на полиране. Оцветяването варира от чисто бяло до всевъзможни нюанси на цветовете. Мраморните скали се образуват при метаморфизъм на варовици и доломити.
Най-често срещаният е бял мрамор. Обемите на този камък са огромни и има големи находища в САЩ, Африка, Франция, Куба, Гърция, Норвегия, Италия, Франция. В България мрамор се добива в планините Рила, Родопи, Странджа, Пирин и Берковска.
Прилага се в бита – за облицовка, мозайки, производство на цимент и вар; в скулптурата, в огнеупорната, стъкларската и металургичната промишленост.

## Етимология
Думата „мрамор“ (от гръцки: μάρμαρον [ма̀рмарон], μάρμαρος [ма̀рмарос]) означава „кристална скала“, „блестящ камък“.

## Свойства
Този камък лесно се нарязва и полира, поради което се използва в различни индустрии, включително производството на архитектурни паметници, изкуство и строителство